# كليوباس دلاميني
كليوباس سيفو دلاميني (Cleopas Sipho Dlamini)، هو مدير اعمال تنفيذي إسواتيني. يشغل منصب رئيس وزراء ال12 لإسواتيني، من 16 يوليو 2021.
وقد حل محل ثيمبا ن.ماسكو، الذي شغل المنصب بصفته بالنيابة، بعد وفاة أمبروز ماندفولو دلاميني في ديسمبر 2020. قبل تعيينه رئيسًا للوزراء، كانت كليوباس الرئيس التنفيذي للصندوق العام للمعاشات التقاعدية لمملكة إيسواتيني. كان أيضًا عضوًا في مجلس الشيوخ في إسواتيني.

## وصلات خارحية
- Eswatini king appoints new prime minister As of 16 July 2021.

| المناصب السياسية             | المناصب السياسية                        | المناصب السياسية |
| ---------------------------- | --------------------------------------- | ---------------- |
| سبقه Themba N. Masuku Acting | Prime Minister of Eswatini 2021–present | تبعه شاغل المنصب |